# Grève des doubleurs de jeu vidéo de 2016-2017
La grève des doubleurs de jeux vidéo de 2016-2017 est une grève longue de près d'un an lancée en octobre 2016 par le syndicat américain Screen Actors Guild‐American Federation of Television and Radio Artists (SAG-AFTRA), qui milite pour une meilleure rémunération des doubleurs et acteurs de jeux vidéo. Elle vise onze développeurs et éditeurs de jeux vidéo américains (Activision, Blindlight, Corps of Discovery Films, Disney Character Voices, Electronic Arts, Formosa Interactive, Insomniac Games, Interactive Associates, Take-Two Interactive, VoiceWorks Productions et WB Games), après l'échec de leurs discussions pour renégocier les contrats existants.
Il s'agit de la première grève syndicale de ce type dans l'industrie du jeu vidéo. En raison de la longue période de développement du jeu vidéo comme médium, l'influence de cette grève sur les sorties de plusieurs titres est importante.
Derrière chaque personnage de jeu vidéo se trouve une voix, souvent méconnue mais essentielle à l'expérience du joueur. Bien que les jeux vidéo aient connu un essor considérable, particulièrement en France où le marché est en constante croissance, les doubleurs sont restés longtemps dans l'ombre, malgré leur rôle crucial dans la narration et l'immersion. Cette invisibilité a contribué aux tensions qui ont mené à la grève des doubleurs de 2016-2017, une période où les acteurs ont cherché à mettre en lumière non seulement leurs contributions mais aussi les disparités dans leur rémunération et leur reconnaissance par rapport à d'autres industries du divertissement. Ces revendications ont trouvé un écho dans la communauté du jeu vidéo, rappelant l'importance de ces voix qui donnent vie aux personnages et enrichissent l'expérience des joueurs.

## Revendications
Le syndicat cherche principalement à ce que les acteurs et les artistes de doublage et de capture de mouvement qui contribuent aux jeux vidéo soient mieux rémunérés, avec des compensations indexées sur les ventes des jeux, en plus de leurs paiements fixes d'enregistrement. Les entreprises affirment quant à elles que l'industrie dans son ensemble n'a pas recours aux compensations, et qu'en en attribuant aux acteurs, elles désavantageraient d'autres professions pourtant davantage impliquées dans la création de jeux vidéo, comme les développeurs. En échange, elles proposent une augmentation fixe des tarifs et une prime initiale dégressive pour plusieurs sessions d'enregistrement, ce que le syndicat rejette et ce qui mène à la grève. Le mouvement appelle également à obtenir plus de transparence sur les conditions de travail de chaque rôle interprété, ainsi que davantage de précautions et de sécurité sur les plateaux et en studio d'enregistrement, pour éviter tout risque de santé aux cordes vocales des acteurs,.
Un accord entre SAG-AFTRA et les entreprises est finalement conclu le 23 septembre 2017 et met fin à la grève après 340 jours ; il s'agit de la grève la plus longue de l'histoire de la guilde des acteurs américains.

## Conséquences
Plusieurs jeux en développement doivent modifier leurs préparations lorsque des acteurs se retrouvent soudain indisponibles, comme Life Is Strange: Before the Storm (2017) : l'actrice Ashly Burch doit se désister du rôle de Chloe, qu'elle avait interprété et qui lui avait valu les louanges de la critique dans le jeu précédent Life Is Strange.
Pour le jeu indépendant What Remains of Edith Finch (2017) spécifiquement, et en particulier pour l'un des chapitres du jeu qui fait appel aux codes de l'horreur, le compositeur Jeff Russo avait obtenu de John Carpenter, le réalisateur des films Halloween qu'il double le narrateur de la séquence. La grève met fin au projet de collaboration, mais Russo parvient néanmoins à obtenir les droits du thème iconique des films Halloween pour accompagner ce passage du jeu.
La super-production Death Stranding (2019), du directeur japonais Hideo Kojima, connait également des contretemps. Kojima choisit de faire appel à des stars de cinéma telles que Mads Mikkelsen, Léa Seydoux et Norman Reedus, mais la grève retarde notamment d'un an la prise de contact du studio avec Seydoux.